# Перна

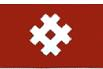
Классическое начертание перны

Пе́рна — национальный символ народов коми, прежде всего коми-пермяков. Встречается два начертания символа — классическое и w-образное.

## Этимология
В коми языке слово перна обозначает «нательный крест», в ижемском диалекте — также «надмогильный крест». Слово может быть родственно фин. perhe «семья», эст. pere «семья, дом». На основании этого предполагается, что в дохристианское время слово могло означать «семейный талисман», «знак рода, семьи, хозяйства».

## В мифологии и фольклоре
В этиологических мифах и фольклоре коми перна выступает признаком творений Ена (Бога), который помечал им растения и тварей, чтобы отличить их от созданий Омоля (чёрта). Так, щука определяется коми-зырянами как божье творение, поскольку у неё в скелете есть крестообразная косточка. Ель — это священное дерево, поскольку под ним когда-то укрылся от преследователей Христос и пометил это дерево.

## История
Перна — наиболее распространённый элемент национального орнамента коми-пермяков. Помимо сугубо христианской символики, он рассматривался как украшение и оберег и часто использовался в женских нагрудных украшениях.
Перна расположен в геометрической середине («сердце») официального флага Коми-Пермяцкого округа. Там перна трактуется как символ вечности, высоких стремлений и счастья.

## Варианты начертания

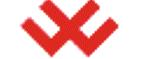
W-образная перна

Встречается два начертания символа — классическое и w-образное.
Классическое во многом схоже со знаком октоторпа. В геральдике обозначается как две параллельные косо расположенные полосы, скрещённые под прямым углом с двумя такими же полосами.

Флаг Коми-Пермяцкого автономного округа в 1996—1997 годах

W-образная перна является вариантом начертания перны классической.

## Использование
Перна является частью официального флага Коми-Пермяцкого округа Пермского края.
«Флаг Коми-Пермяцкого округа Пермского края представляет собой прямоугольное полотнище с отношением ширины к длине 2:3, состоящее из трёх равновеликих горизонтальных полос: красной, белой и синей; в центре красной полосы — белая перна (солярный символ в виде двух параллельных косо расположенных полос, скрещённых под прямым углом с двумя такими же полосами), в центре белой — красный силуэт медведя».

Герб Коми-Пермяцкого округа Пермского края с перной на красном поле

 При выработке решения о флаге Пермского края было предложено объединить символику флагов Пермской области и Коми-Пермяцкого автономного округа. Перна с флага Коми-Пермяцкого АО, по мнению рабочей группы по разработке символики Пермского края, напоминает свастику и известна не всем. В итоге было решено оставить флаг Пермской области, с незначительным изменением в описании, флагом Пермского края.
Силуэт перны используется в замкнутых орнаментах при оформлении архитектурных сооружений, предметов быта (таких как мебель или столовые приборы), элементов гардероба.